# Westville (New York)
Pour les articles homonymes, voir Westville.
Westville est une municipalité du comté de Franklin dans l'État de New York aux États-Unis, située près de la frontière canadienne. Lors du recensement de 2010, sa population est de 1 819 habitants.

## Géographie
La municipalité s'étend sur 34,81 milles carrés (90,16 km2).